# Општина Њауа (Муреш)
Њауа (рум. Neaua) општина је у Румунији у округу Муреш.
Oпштина се налази на надморској висини од 443 m.